# Appleton (Maine)
Pour les articles homonymes, voir Appleton.
Appleton est une ville du Comté de Knox, Maine, États-Unis. La population était d'environ 1 316 personnes lors du recensement de 2010.

## Géographie
D'après le Bureau du recensement des États-Unis, la ville s'étend sur une surface de 86,8 km2. 84,8 km2 correspondent à la terre, 2,0 km2 soit 2,30 % correspondent à de l'eau.

## Démographie
En 2000, la ville comptait 1 271 personnes, 480 ménages, et 346 familles résidents dans la ville. La densité était de 15 habitants/km2. La répartition ethnique de la ville était de  98,51 % de Blancs, 0,39 % d'Afro-Américains, 0,08 % d'autres communautés, et 1,02 % appartenant à plusieurs de celles-ci. Les Hispaniques représentaient 0,63 % de la population.
Sur les 480 ménages, 39,6 % avaient des enfants âgés de moins de 18 ans, 62,3 % étaient des couples mariés, 6,0 % étaient des ménages exclusivement féminin, et 27,9 % étaient des personnes n'appartenant pas à la même famille. 21,7 % des ménages étaient composés d'une personne dont 7,5 % de personnes de plus de 65 ans.
La répartition par tranche d'âge de la population était de 29,3 % en dessous de 18 ans, 5,0 % de 18 à 24 ans, 32,7 % de 25 à 44 ans, 22,8 % de 45 à 64 ans, et 10,1 % de 65 ans et plus. L'âge moyen des habitants est de 36 ans. Pour 100 femmes il y avait 98,6 hommes. Pour 100 femmes de 18 ans et plus, il y avait 96,3 hommes.
Le revenu moyen d'un ménage est de 36 615 $. Le revenu moyen des hommes est de 27 065 $ pour 25 385 $ pour les femmes. Près de 4,6 % des familles et 7,9 % vit en dessous du seuil de pauvreté, dont 8,4 % de ceux de moins de 18 ans et 9,8 % de 65 ans et plus.

## Référence
- (en) Cet article est partiellement ou en totalité issu de l’article de Wikipédia en anglais intitulé « Appleton, Maine » (voir la liste des auteurs).